# Florín (moneda neozelandesa)

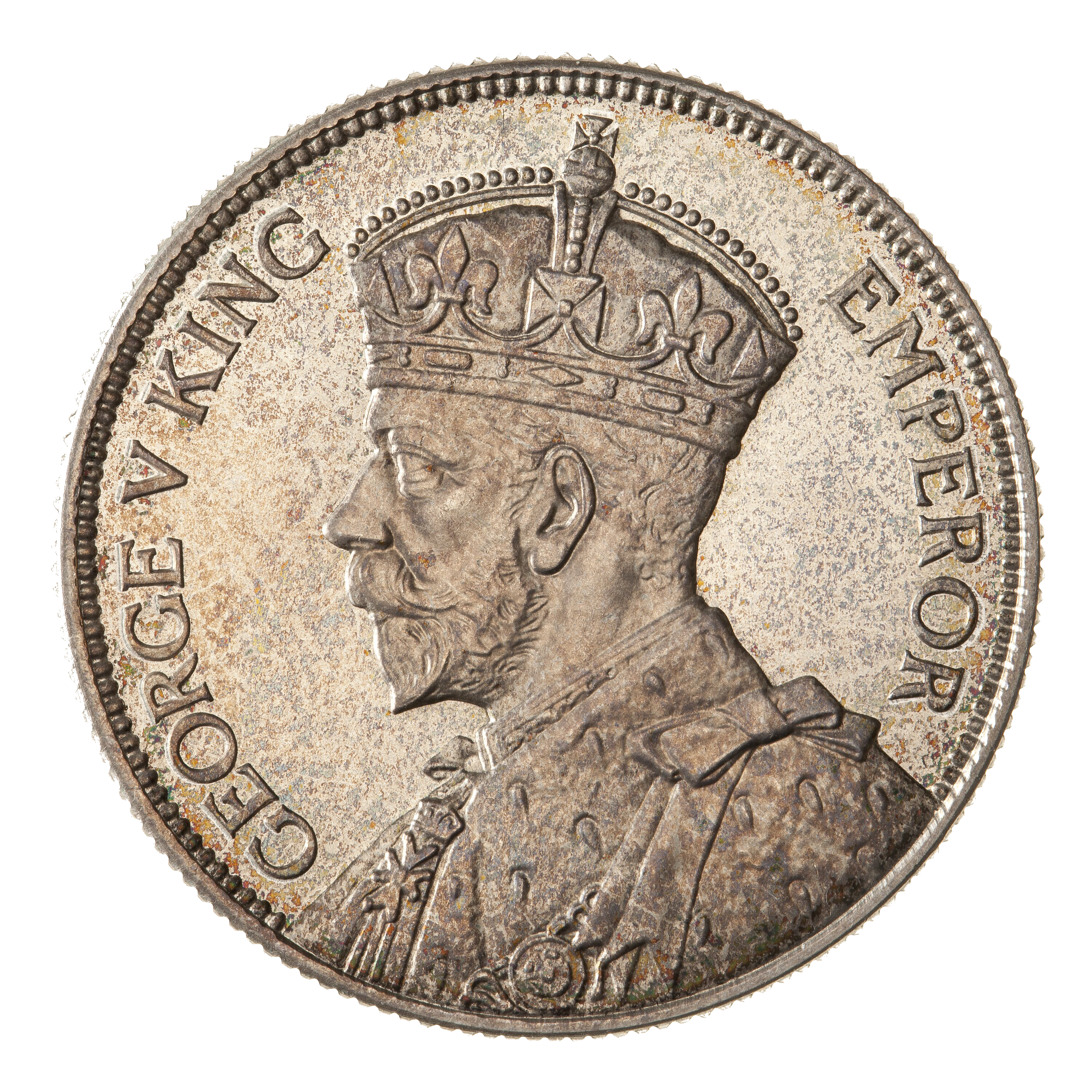
Anverso del florín neozelandés de 1933

El florín fue una moneda emitida por Nueva Zelanda entre 1933 y 1965, equivalente a dos chelines o veinticuatro peniques. Tenía un kiwi en el reverso y el retrato del monarca en el anverso. Su introducción en 1933 fue parte de la primera emisión de moneda de libra neozelandesa, ya que había escasez de monedas de plata británicas debido a la devaluación de la moneda local en relación con la libra esterlina. El proceso de diseño de la moneda fue largo y se debatió entre la Royal Mint, que prefería un diseño con barcos heráldicos en el reverso, y Gordon Coates, quien propuso el diseño del kiwi que finalmente fue adoptado por el Comité de Acuñación. Aunque se planteó como la base de una moneda neozelandesa decimalizada desde la década de 1930, el florín fue finalmente sustituido en 1967 por la moneda del dólar neozelandés.